# Velostrada

Tunel velostrady w Holandii pod autostradą A15

Velostrada (rzadziej określana też mianem rowerostrady, autostrady rowerowej) – droga rowerowa, która w swym charakterze ma przypominać autostradę, zapewniając bezkolizyjne przecięcia z pozostałymi drogami stanowiąc bezkolizyjną wersję dla rowerów. Profesor Andrzej Zalewski definiuje velostradę jako drogę do szybkich codziennych podróży rowerem na dystansach 5 – 30 km, drogę o podwyższonych standardach technicznych. 
Termin velostrada od 2022 w Polsce według „Wytycznych projektowania infrastruktury dla rowerów” Ministerstwa Inrastruktury określa typ dróg rowerowych o podwyższonych parametrach projektowych umożliwiających poruszanie się nimi z prędkością 40 km/h i dopuszczanie przecięć kolizyjnych w wyjątkowych przypadkach. Wcześniej termin nieformalnie określał pewien standard dróg analogicznych do autostrad. 
Velostrady, które priorytetowo traktują potrzeby osób dojeżdżających do pracy nazywane są supervelostradami. Rozwiązania takie można znaleźć w Kopenhadze i Londynie.

## Nazewnictwo

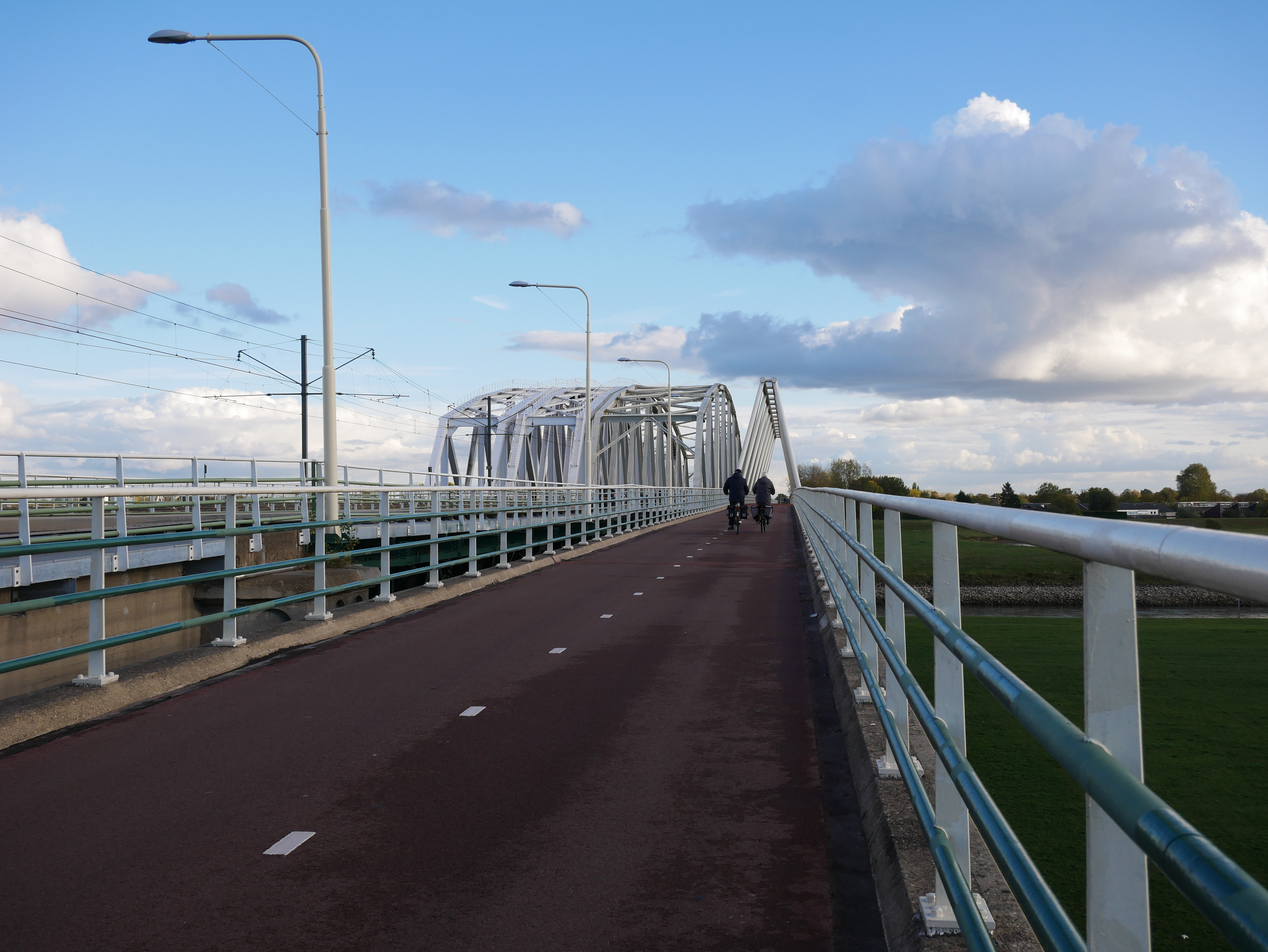
Velostrada - most De Liemers Westervoortse

Słowo składa się z francuskiego słowa velo oznaczającego rower i włoskiego słowa strada, co oznacza drogę (Autostrada, autostrada). Po raz pierwszy termin w publikacji w Polsce pojawił się prawdopodobnie w 2001 roku w kontekście inwestycji rowerowych w Warszawie, w 2015 termin trafił do słownika języka polskiego, a w 2019 pojawiła się pierwsza publikacja naukowa definiująca standardy velostrad z ich uzasadnieniem.  Oprócz Polski określenie velostrada funkcjonuje w Danii, Holandii, Norwegii i Szwecji.

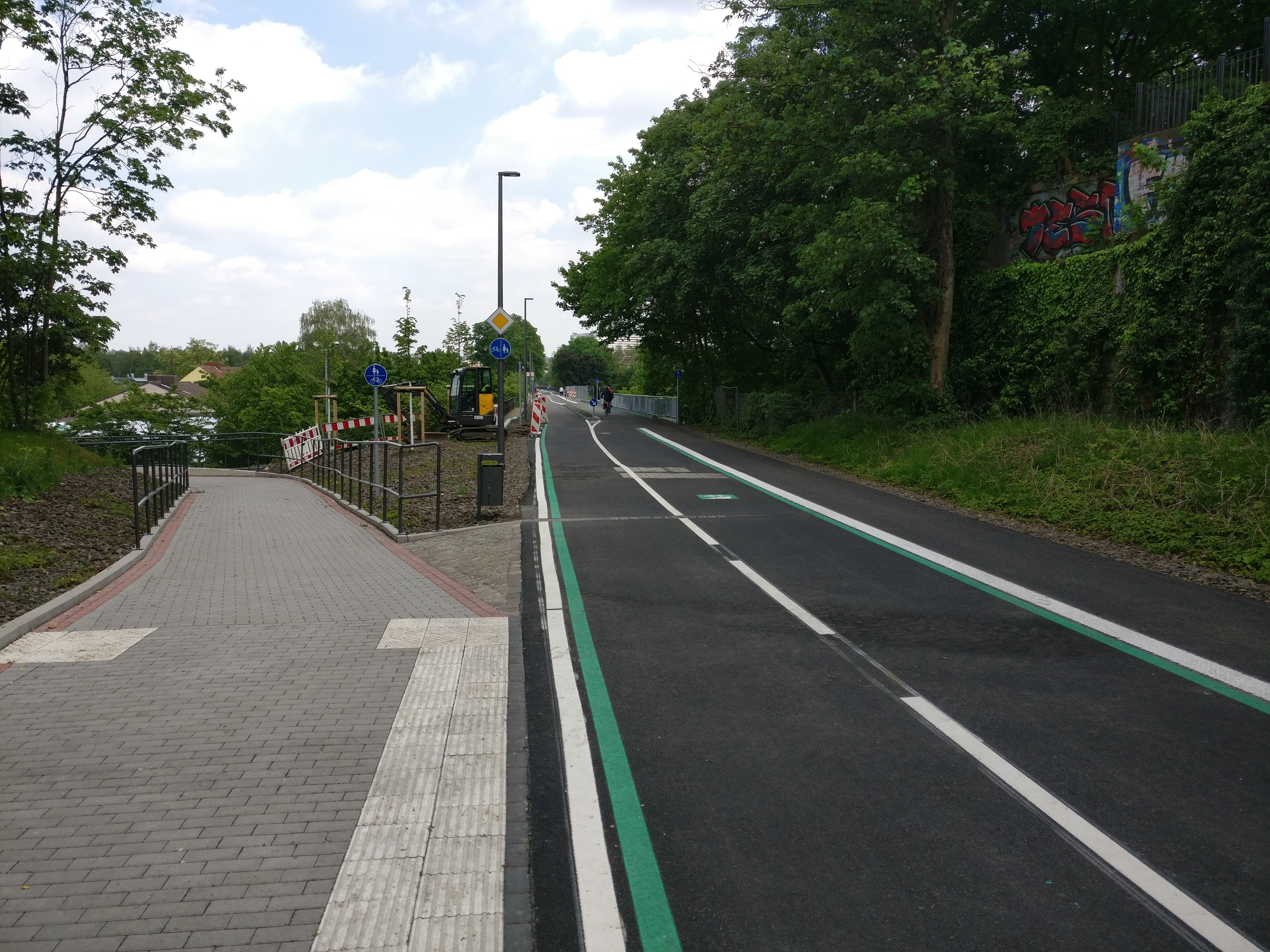
Velostrada RS1 w Mülheim

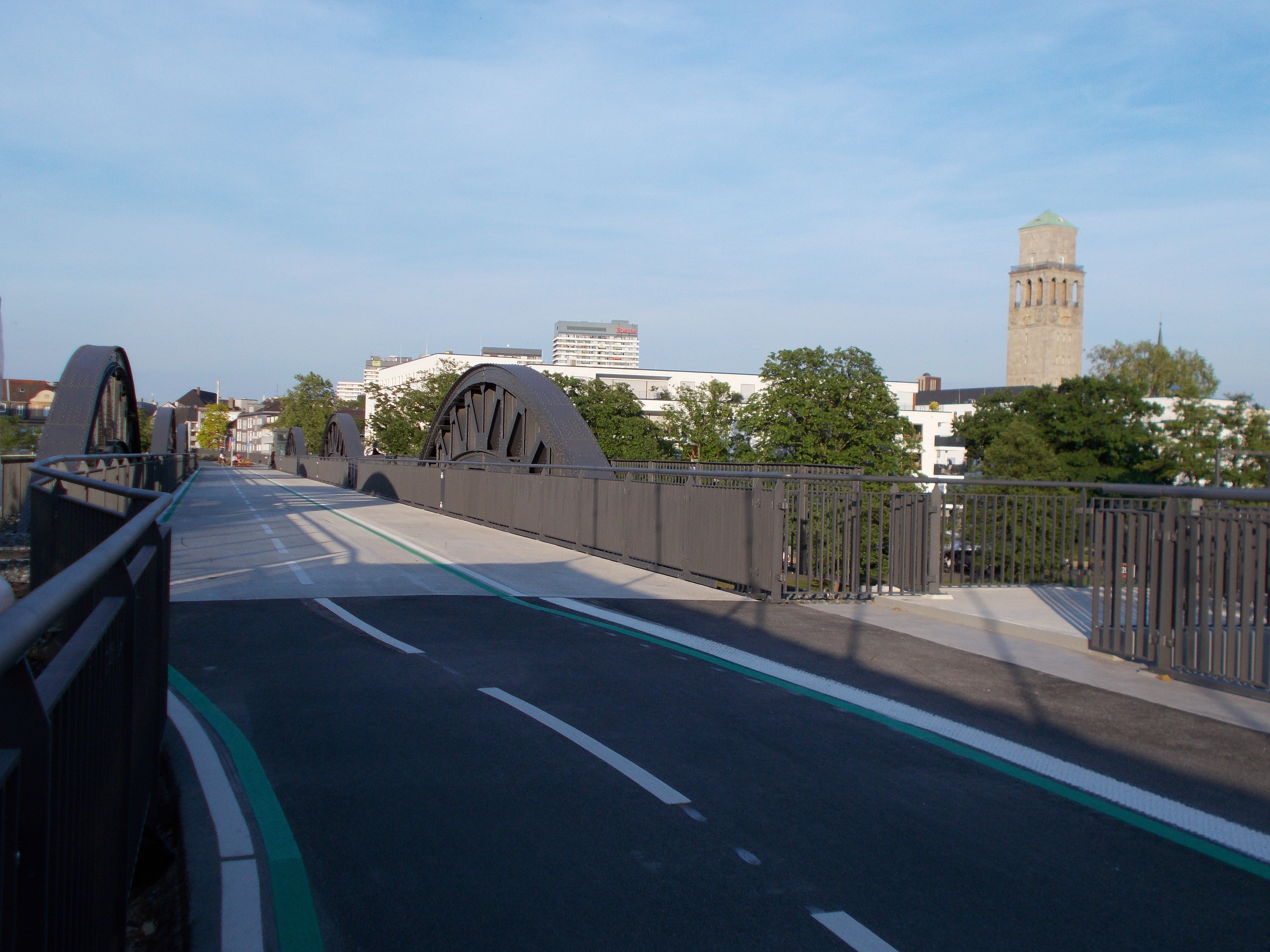
Velostrada RS1

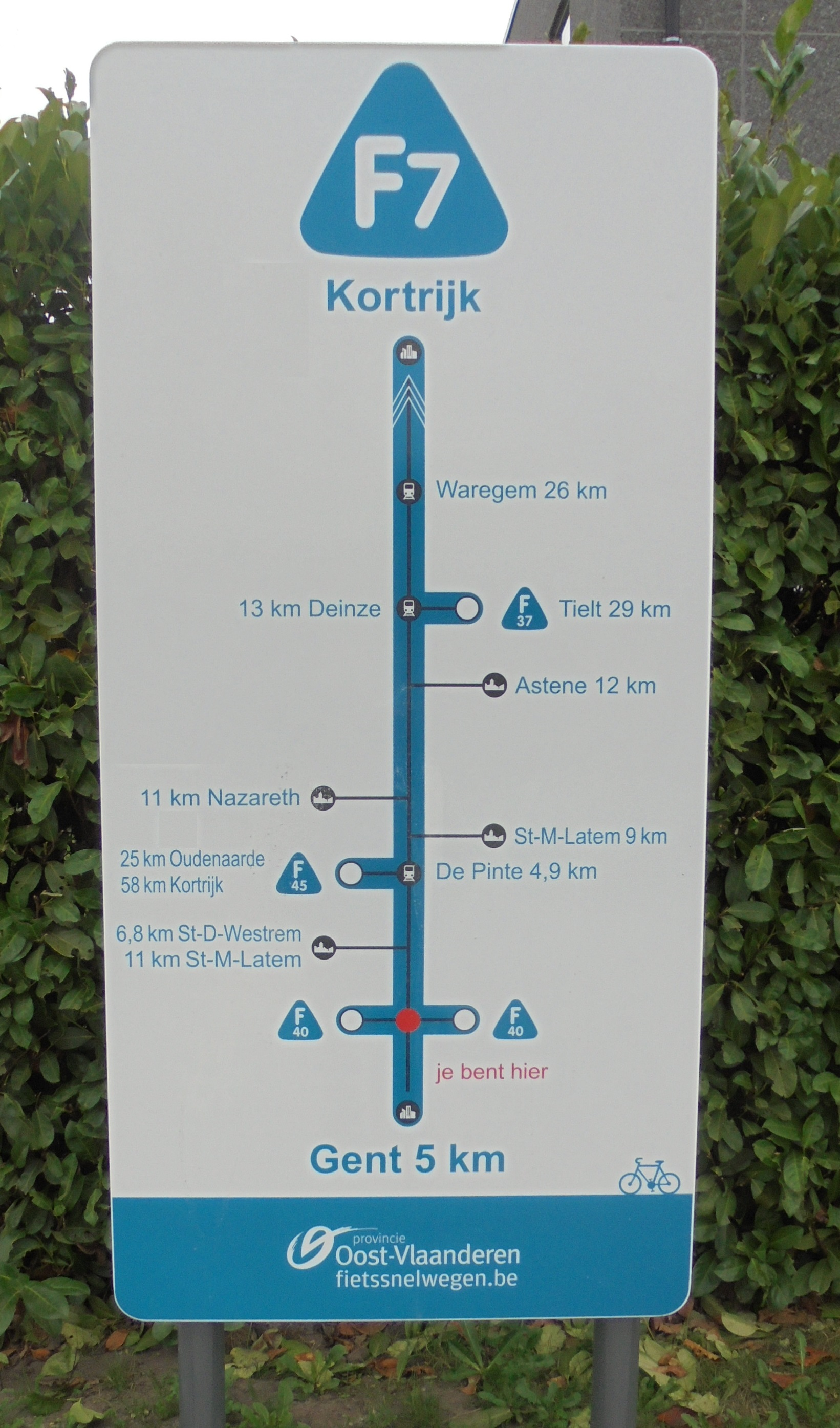
Oznaczenie velostrady

## Uzasadnienie
Według wytycznych Komisji Europejskiej, velostrada ma zachęcać do jazdy na rowerze na długich dystansach i jako duże przedsięwzięcie infrastrukturalne powinna być projektowana tak, by wysokie wykorzystanie uzasadniało duży wydatek.  
Jako uzasadnieniem dla budowy tego typu dróg rowerowych wymienianych jest szereg aspektów : ekonomiczny, użytkowy, ekologiczny, zdrowotny, a w szczególności:
- przyspieszenie transportu rowerowego[14] względem zwykłej drogi o 5–10 km/h, a względem drogi rowerowej o 10–15 km/h dla prędkości średniej[15][12],
- stworzenie szybszej alternatywy dla samochodu lub transportu publicznego[12],
- wykorzystanie velostrad przez użytkowników urządzeń transportu osobistego jak hulajnogi elektryczne czy też rowery elektryczne[16][17][14],
- zwiększenie liczby osób dojeżdżających do pracy na rowerze[18][14],
- zwiększenie atrakcyjności roweru w wykorzystaniu na dystansach powyżej 5 km o 20–30%[15][17][18][14],
- tworzenie zrównoważonego transportu i zniwelowanie dyskryminacji rowerzystów w zakresie infrastruktury[19],
- pozytywny wpływ na ekonomię lokalną zastąpienia transportu samochodowego rowerowym[15],
- zmniejszenie i unikanie zatorów drogowych[16][14],
- zwolnienie miejsc parkingowych[16],
- rosnąca popularność roweru jako środka transportu[16],
- ekologia[20] - znaczne zmniejszenie emisji CO2[18].
- aspekt zdrowotny[17][21], szczególnie w Polsce, gdzie budowa velostrad ma przyczynić się do popularyzacji tego środka transportu[19].

## Wytyczne projektowe
W Polsce standardy wykonawcze dla dróg rowerowych w standardzie funkcjonalno-technicznym velostrady (v) regulują „Wytyczne projektowania infrastruktury dla rowerów” opracowane i opublikowane przez Ministerstwo Infrastruktury z 2022 roku:
- W ciągu velostrad zaleca się przejazdy bezkolizyjne przez drogi z dopuszczalną prędkością wynoszącą więcej niż 30 km/h. W przypadku przejazdów przez drogi z dopuszczalną prędkością wynoszącą nie więcej niż 30 km/h dopuszcza się stosowanie wyniesionych przejazdów[22][23];
- Prędkość do projektowania Vdpr - 40 km/h[24];
- Szerokość drogi dla rowerów tworzącej velostradę powinna być nie mniejsza niż[24]:
  - 3,00 m – w przypadku drogi jednokierunkowej,
  - 4,00 m – w przypadku drogi dwukierunkowej.

Dodatkowo Komisja Europejska zaleca do unikania stromych i pośrednich odcinków, które mogą zniechęcić do korzystania z trasy. Wskazuje, że wysokie koszty inwestycji powinny znaleźć uzasadnienie w wysokim wykorzystaniu. Zaleca, by w tym celu wykorzystywać nieużywane linie kolejowe ze względu na ich niski stopień przewyższeń. Wskazuje też by trasy te były alternatywą dla popularnych tras dojazdowych (do pracy lub uczelni).

## Velostrady w Polsce

### Jaworzno

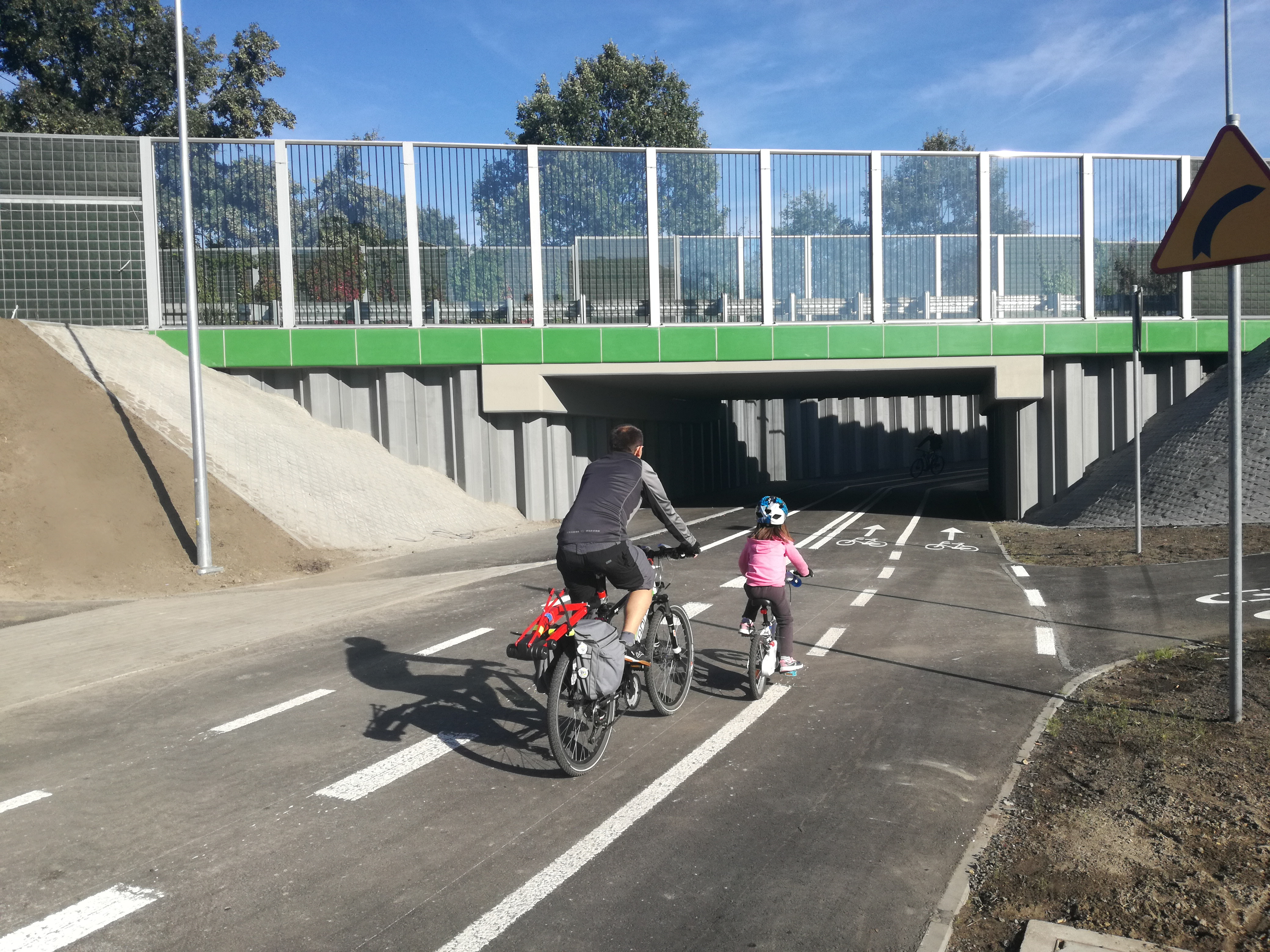
Velostrada w Jaworznie

Chociaż już 2017 roku media donosiły o velostradzie oddanej do użytku w Rybniku, jednak jeżeli weźmiemy pod uwagę, że ma zaledwie 2,5 km długości i pełni głównie funkcje turystyczne to jako pierwszą tego typu inwestycję okrzyknięto  velostradę w Jaworznie, która została otwarta w 2018 roku.  W zasięgu velostrady mieszka około 60% mieszkańców Jaworzna.

### Górnośląsko-Zagłębiowska Metropolia

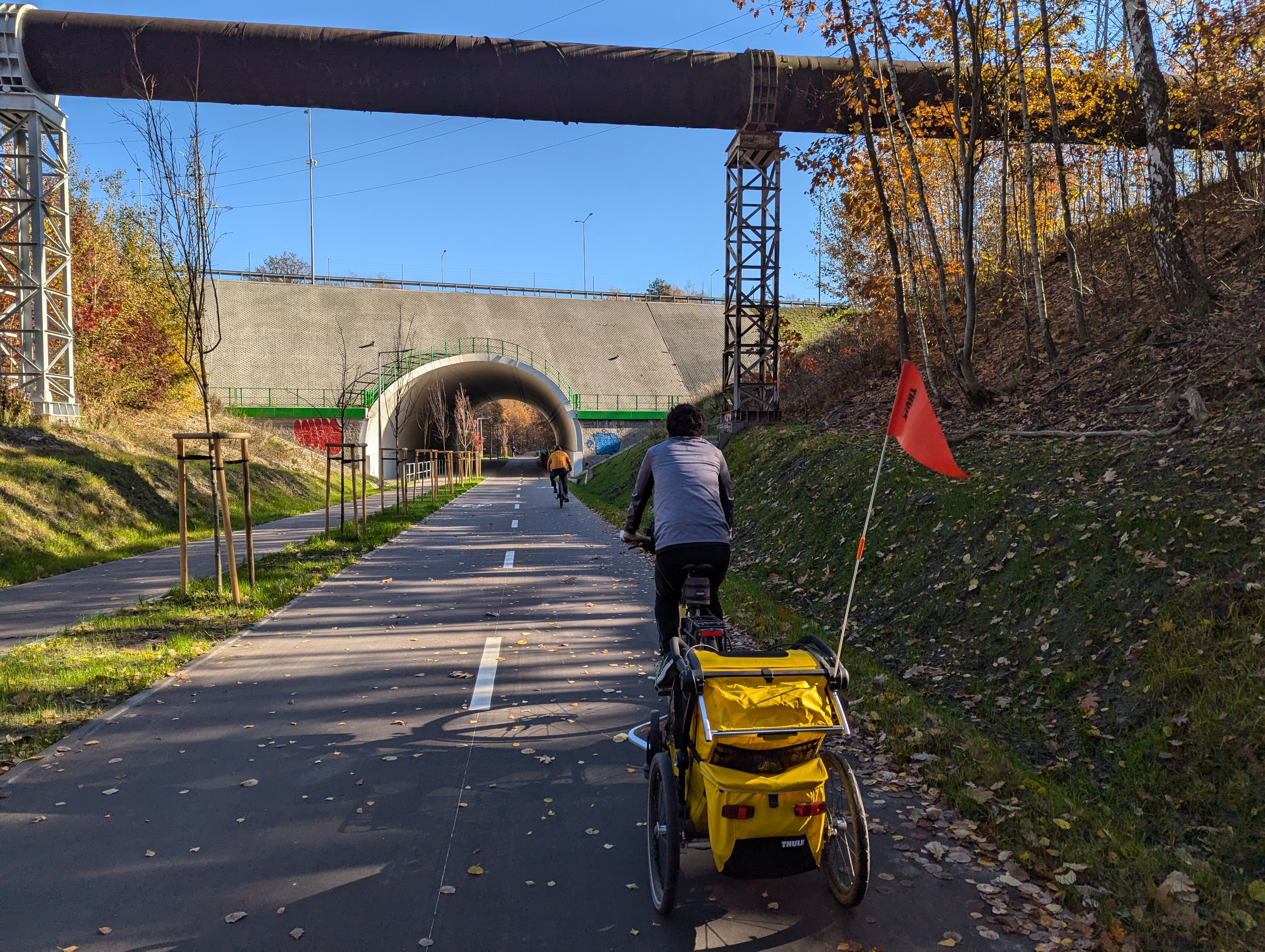
Velostrada GZM nr 6 w Katowicach

Projekt 8 tras rowerowych wykonanych w standardzie velostrady stanowiących szkielet rowerowej sieci transportowej na terenie 11 miast metropolii. Koncepcja szybkich tras rowerowych prowadzonych śladami likwidowanych kolei piaskowych, pochodząca z 2016 propagowana przez Śląski Urząd Marszałkowski w ramach projektu VeloSilesia.  W 2019 stała się kluczowym projektem transportowym Górnośląsko-Zagłębiowskiej Metropolii; W 2023 koncepcja przeszła z fazy projektowej w proces realizacji.

### Wrocław
We Wrocławiu planowano, by droga dla rowerów budowana w ramach Odrzańskiej Trasy Rowerowej miała również status Velostrady. 

### Warszawa
Pierwsze projekty Velostrady w Warszawie pojawiły się już w 2007 roku. Miało to być szybkie rowerowe połączenie Ursynowa i Mokotowa. Projekt przyjmował wysokie parametry techniczne z pasami w obu kierunkach i niwelacją przewyższeń. Projekt w ostatecznym wykonaniu nie pozwalał nazwać powstałej infrastruktury velostradą. Kolejne projekty pojawiły się w późniejszych latach. W 2018 roku projekt szybkiej drogi dla rowerów łączącej centrum biurowe na Służewcu z Ochotą.  Projekt jest na etapie inicjatywy obywatelskiej. Inny projekt społeczny to połączenie rowerowe Pragi Północ i Gocławia, który został nagłośniony w 2019.

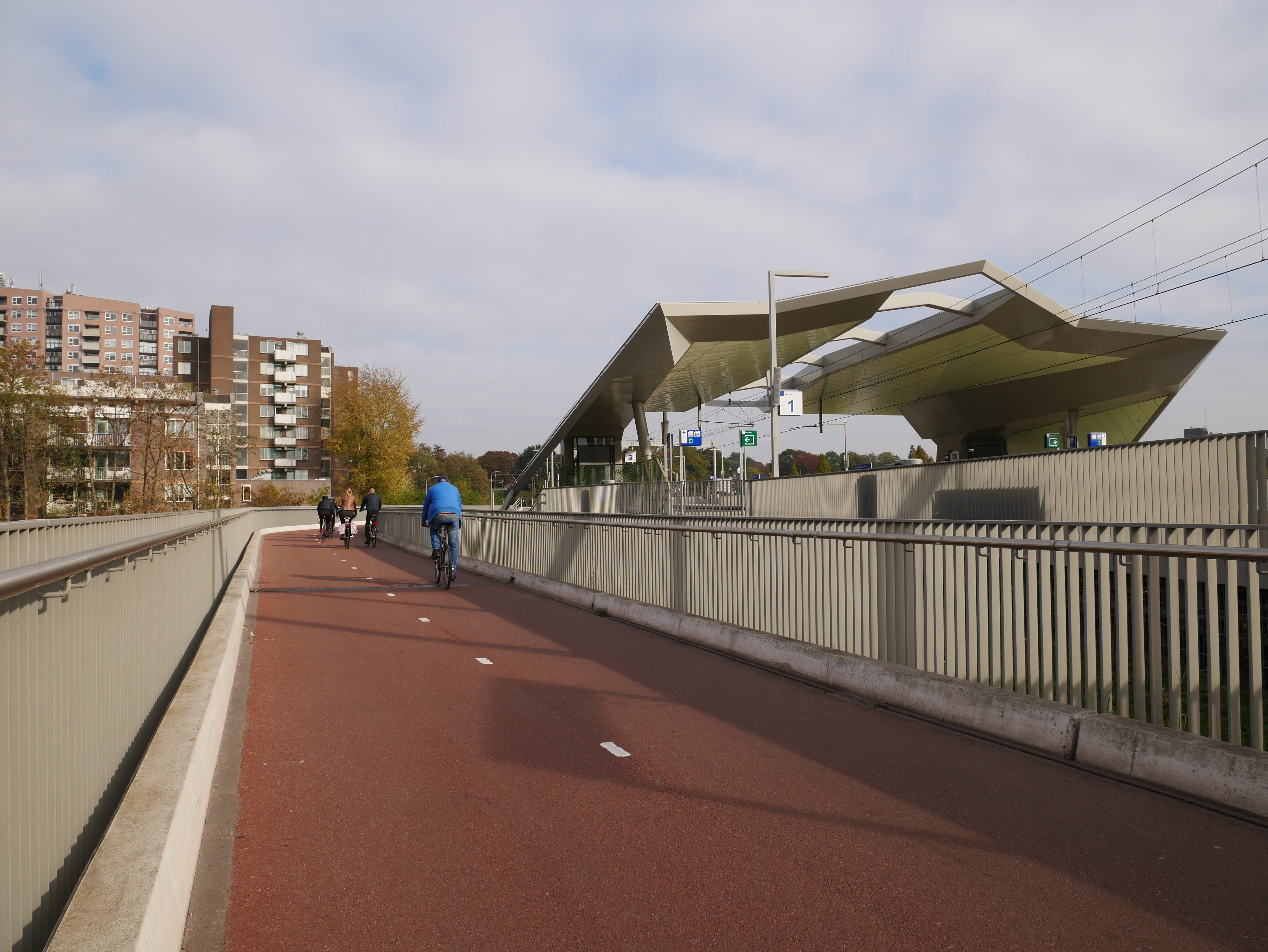

## Velostrada na świecie

### Belgia
W Belgii velostrady nazywane są w języku niderlandzkim fietssnelwegen lub w języku francuskim autoroutes cyclables. Jest to rozbudowana sieć zaplanowana na 110 dróg, które łączna długość ma wynieść 2400 kilometrów. Spośród 110 tras 61 jest ukończonych i w użyciu. Z tej sieci rowerowej zrealizowano już 58% planu co wynosi 1406 km.

### Chiny
W styczniu 2017 r. otwarto i uruchomiono pierwszą w Chinach „rowerową autostradę”: Xiamen Yunding Road Bicycle Expressway w mieście Xiamen o przepustowości 2023 rowerów na godzinę. Poprowadzona jest linią powietrzną w postaci wiaduktu. Ma długość niecałych 5 mil (8,05 km) i łączy pięć głównych osiedli mieszkalnych i pięć centrów biznesowych.  Posiada 11 wejść i wyjść, 6 z nich podłączonych jest do stacji BRT, 3 do mostu dla pieszych, a 4 do budynków. Ponadto ta sekcja demonstracyjna będzie połączona z 11 przystankami autobusowymi, a po ukończeniu metra w przyszłości rowerzyści będą mogli przesiadać się na 2 stacjach metra. Budowa tego odcinka przyspieszyła transport rowerowy z 90 min. do 25 min., przy czym dojazd autem trwa wciąż ponad godzinę.

### Dania
Pierwszą autostradę rowerową w Danii otwarto w 2012 roku między Albertslund i Kopenhagą (Supercykelstier, 2016b). Liczy ona 17,5 km i była pierwszą z planowanej sieci 26 dróg tego typu sieci liczącej łącznie 300 km długości. W 2020 roku sieć liczy 46 dróg o łącznej długości 746 km.

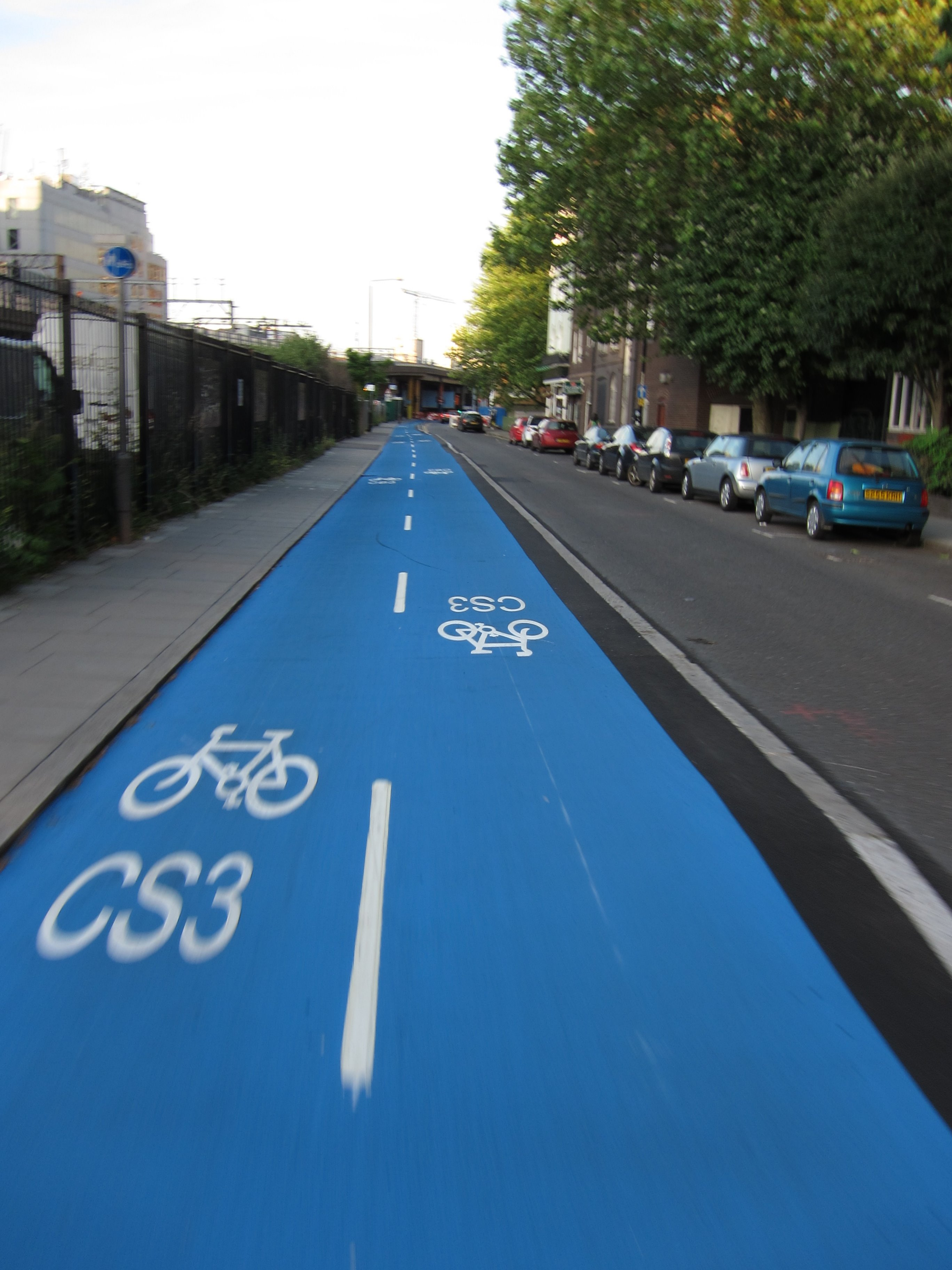
Velostrada w Londynie

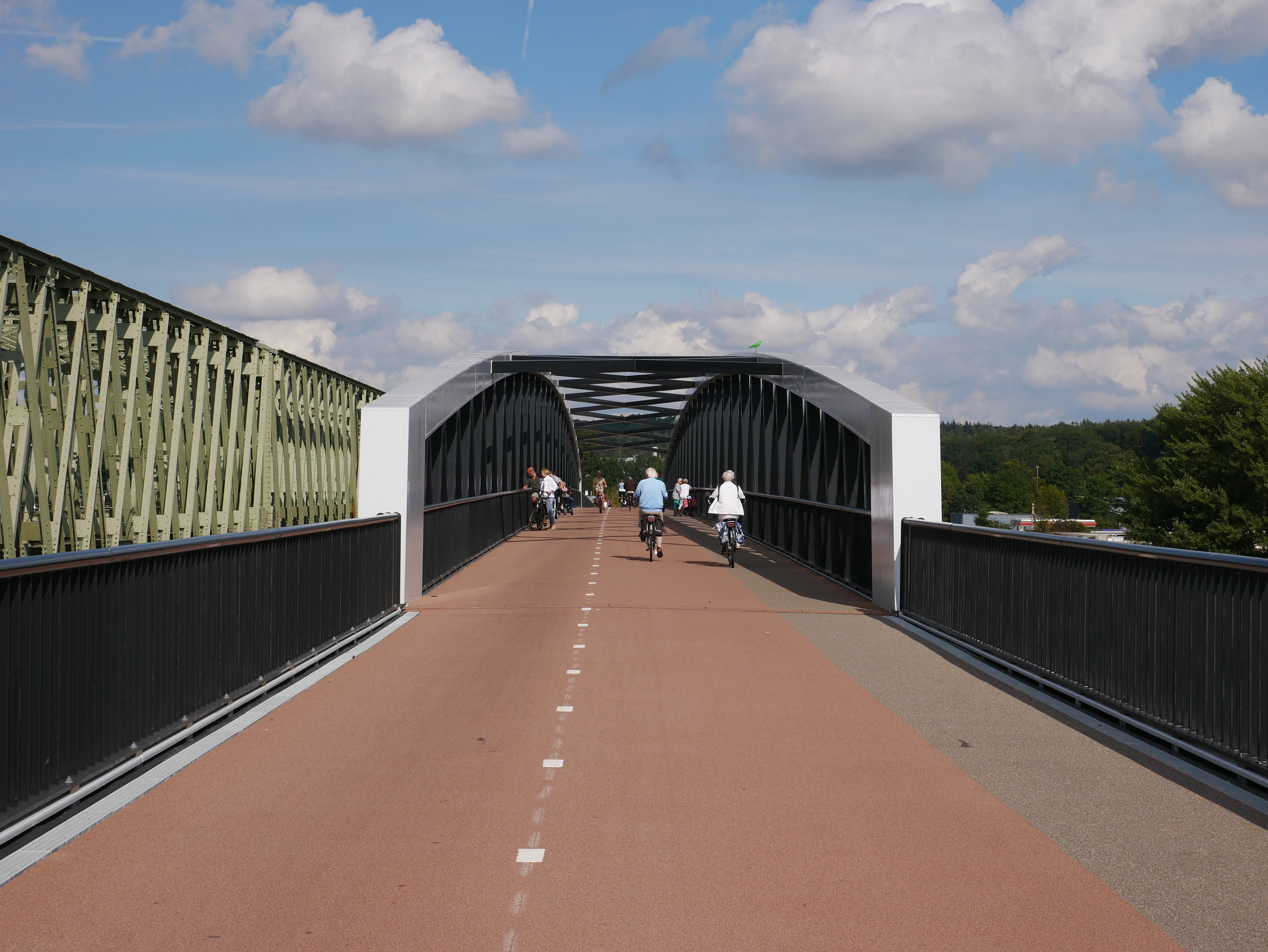

### Holandia
Pierwsze eksperymenty demonstracyjne z velostradami w tym kraju miały miejsce już w 1977 roku w Tilburgu i Hadze, ale pierwsze nowoczesne rozwiązania zaczęto wdrażać w 2004 roku.  Było to połączenie miast Breda i Etten-Leur o długości 7,5 km. W odróżnieniu od wcześniejszej wprowadziła ona priorytet ruchu rowerowego. W 2014 było tam 25 dróg określanych mianem autorstrady rowerowej. Drogi te oznaczane są numerem poprzedzonym literą F.  Najdłuższa z nich to F35 i liczy 62 km długości. W 2020 całkowita długość szybkich dróg rowerowych w Holandii wynosi 675 km.
W 2015 roku oddano do użytku autostradę rowerową według najwyższych standardów oznaczoną F325, która na całej swej długości 18 km jest całkowicie bezkolizyjna, a wszelkie przecięcia z innymi szlakami komunikacyjnymi przeprowadzone są tunelami i mostami. Łączy ona miejscowości Arnhem i Nijmegen prowadząc do centrum obu miast.

### Norwegia
W Norwegii jedyną zatwierdzoną planowaną velostradą jest droga rowerowa Nordjæren, która biegnie między Stavanger i Sandnes wzdłuż E39.

### Szwecja
W 2018 r. utworzono pierwszą tego typu drogę w kampusie Umeå, której przedłużono w 2019 r.. W planach był także odcinek między Lund i Malmö. Projekt jest prowadzony przez Komitet Techniczny w Lund we współpracy z Gatukontoret w Malmö.

## Koszty budowy velostrad
| Państwo  | Oznaczenie drogi | Miasto / Trasa | EUR za 1 km | Długość w km | Koszt w EUR            |
| -------- | ---------------- | -------------- | ----------- | ------------ | ---------------------- |
| Niemcy   | RS1              |                | 1,8 mln     | 101          | 184 mln                |
| Holandia | F325             |                | 1 mln       | 18 km        | 17 mln                 |
| Polska   |                  | Jaworzno       | 0,54 mln    | 11 km        | 25 mln zł 5,9 mln euro |
| UK       | CS3              | Londyn         | 1,22 mln    | 29 km        | 56,6 mln               |